# 拉福勒蒂耶尔-阿布农
拉福勒蒂耶尔-阿布农（法語：La Folletière-Abenon，法語發音：[la fɔltjɛʁ abnɔ̃] ⓘ）是法国卡尔瓦多斯省的一个市镇，属于利雪区。该市镇于1825年由原市镇拉福勒蒂耶尔（La Folletière）和阿布农（Abenon）合并而成。

## 地理
拉福勒蒂耶尔-阿布农（48°58'56"N, 0°25'26"E）面积10.75 平方千米，位于法国诺曼底大区卡爾瓦多斯省，该省份为法国西北部沿海省份，北濒大西洋英吉利海峡，东北与滨海塞纳省以海上边界相接，东临厄尔省，南至奧恩省，西与芒什省接壤。
与拉福勒蒂耶尔-阿布农接壤的市镇（或旧市镇、城区）包括：拉沙佩勒戈捷、拉古拉夫里耶尔、圣欧班德博讷瓦勒、圣日耳曼多奈、拉韦皮耶尔-弗里亚代勒、利瓦罗派多日。

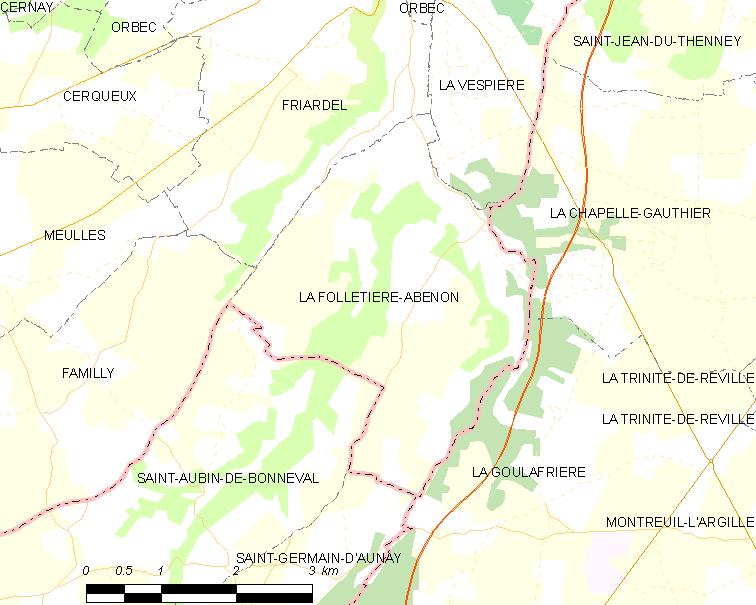
拉福勒蒂耶尔-阿布农的OSM定位图

拉福勒蒂耶尔-阿布农的时区为UTC+01:00、UTC+02:00（夏令时）。

## 行政
拉福勒蒂耶尔-阿布农的邮政编码为14290，INSEE市镇编码为14273。

## 政治
拉福勒蒂耶尔-阿布农所属的省级选区为利瓦罗派多日县。

## 人口

1962-2008年间拉福勒蒂耶尔-阿布农人口变化图示

拉福勒蒂耶尔-阿布农于2022年1月1日时的人口数量为140人。